# Могутнє (Кропивницький район)
Могу́тнє — село в Україні, у Катеринівській сільській громаді Кропивницького району Кіровоградської області. Колишній орган місцевого самоврядування — Могутненська сільська рада.
Населення становить 658 осіб.

## Населення
Згідно з переписом УРСР 1989 року чисельність наявного населення села становила 698 осіб, з яких 319 чоловіків та 379 жінок.
За переписом населення України 2001 року в селі мешкало 660 осіб.

### Мова
Розподіл населення за рідною мовою за даними перепису 2001 року:
| Мова       | Відсоток |
| ---------- | -------- |
| українська | 96,81 %  |
| російська  | 1,37 %   |
| молдовська | 1,22 %   |
| угорська   | 0,46 %   |
| білоруська | 0,15 %   |